# Golina (ville)
Pour les articles homonymes, voir Golina.
Golina (prononciation : [ɡɔˈlʲina], en allemand : Gohlen am Warthe) est une ville polonaise du powiat de Konin de la voïvodie de Grande-Pologne dans le centre-ouest de la Pologne.
Elle est située à environ 12 kilomètres à l'ouest de Konin, siège du powiat, et à 83 kilomètres à l'est de Poznań, capitale de la voïvodie de Grande-Pologne.
Elle est le siège administratif (chef-lieu) de la gmina de Golina.
La ville couvre une surface de 3,52 km2 et comptait 4 512 habitants en 2016.

## Géographie

Plan de la ville.

La ville de Golina est située en plein centre de la voïvodie de Grande-Pologne. Le paysage local est caractérisé par de grandes plaines agricoles, contrastées par la présence de la rivière Warta à quelques kilomètres au sud de la ville. Golina s'étend sur 52 km2.

## Histoire
La ville est mentionnée pour la première fois par son nom latin Galli par Gallus Anonymus dans sa chronique sur l'histoire de la Pologne (1112 - 1116). Le nom Golina est quant à lui mentionné dans un document latin publié à Poznań en 1280, et signé par le roi Przemysl II. Golina a obtenu ses droits de ville en 1330 grâce au roi Ladislas Ier de Pologne. En 1338, la ville était alors connue cette fois-ci sous le nom de Golyna. Les droits de ville de Golina ont été confirmés en 1362 par le roi Casimir III de Pologne. Dès le début, la ville était privée et a appartenu à la famille Goliński. En 1611, un incendie ravage toute la ville. Jusqu'aux partages de la Pologne, la ville appartenait au palatinat de Kalisz ; à la suite du deuxième partage de la Pologne, la ville tombe aux mains du royaume de Prusse. Entre 1807 et 1815, Golina faisait partie du duché de Varsovie, puis du royaume du Congrès. Les droits de ville de Golina sont suspendus en 1870, et pendant plus de 50 ans Golina redevient un village, ce qui limite son développement ; elle reprend ses droits de ville en 1921. Pendant la seconde Guerre mondiale, la population juive de Golina est exterminée. Pendant l'occupation, le nom de la ville est changé et devient Gohlen am Warthe. La libération de la ville a lieu le 21 janvier 1945, et de nouvelles constructions modernes ont été érigées jusqu'à la fin du XXe siècle.

De 1975 à 1998, Golina appartenait administrativement à la voïvodie de Konin. Depuis 1999, la ville fait partie du territoire de la voïvodie de Grande-Pologne.

## Monuments
- l'église en bois saint Jacques, achevée en 1767 ;
- le manoir de style classique, construit au XIXe siècle.

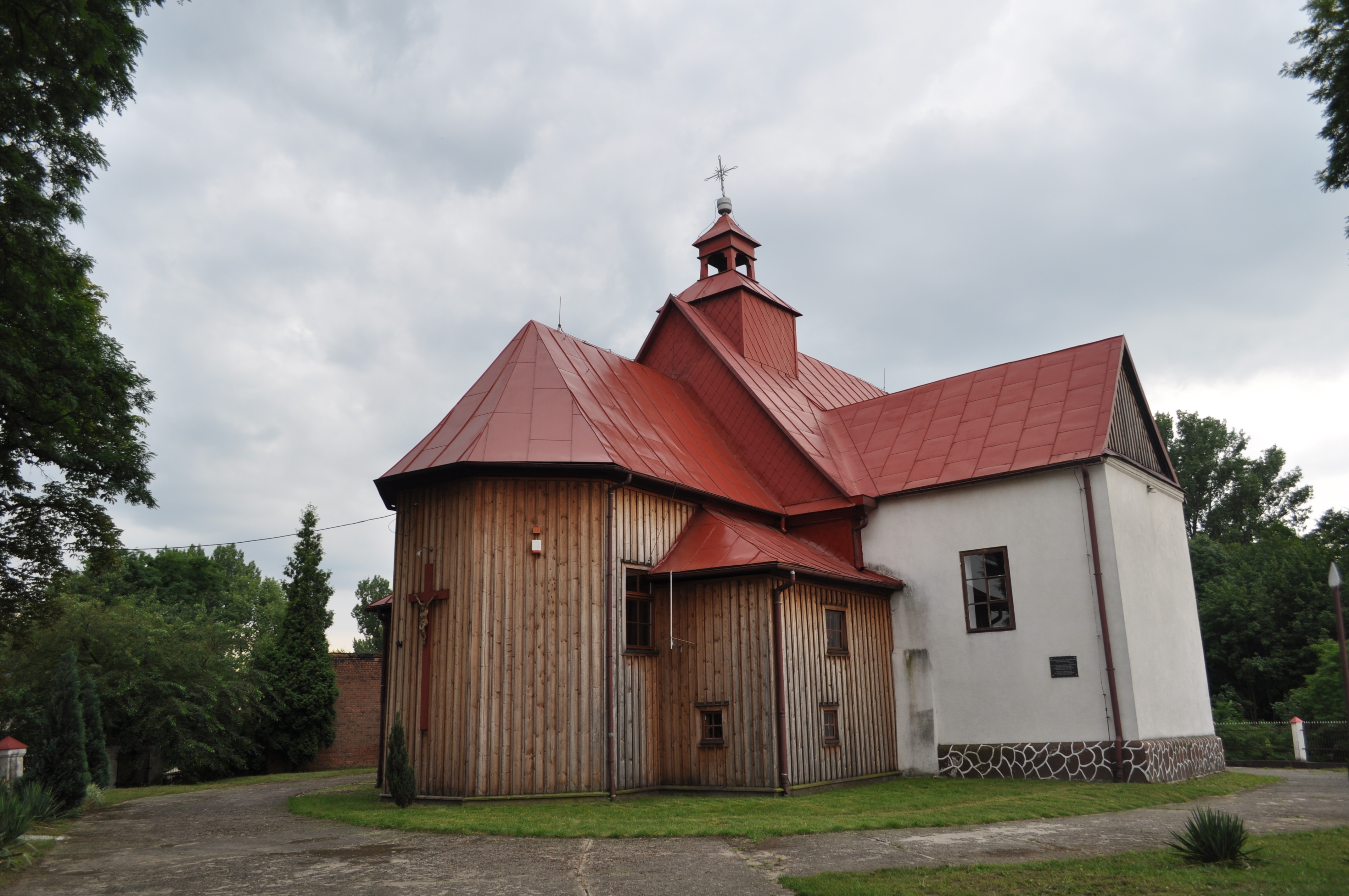
L'église en bois (extérieur).
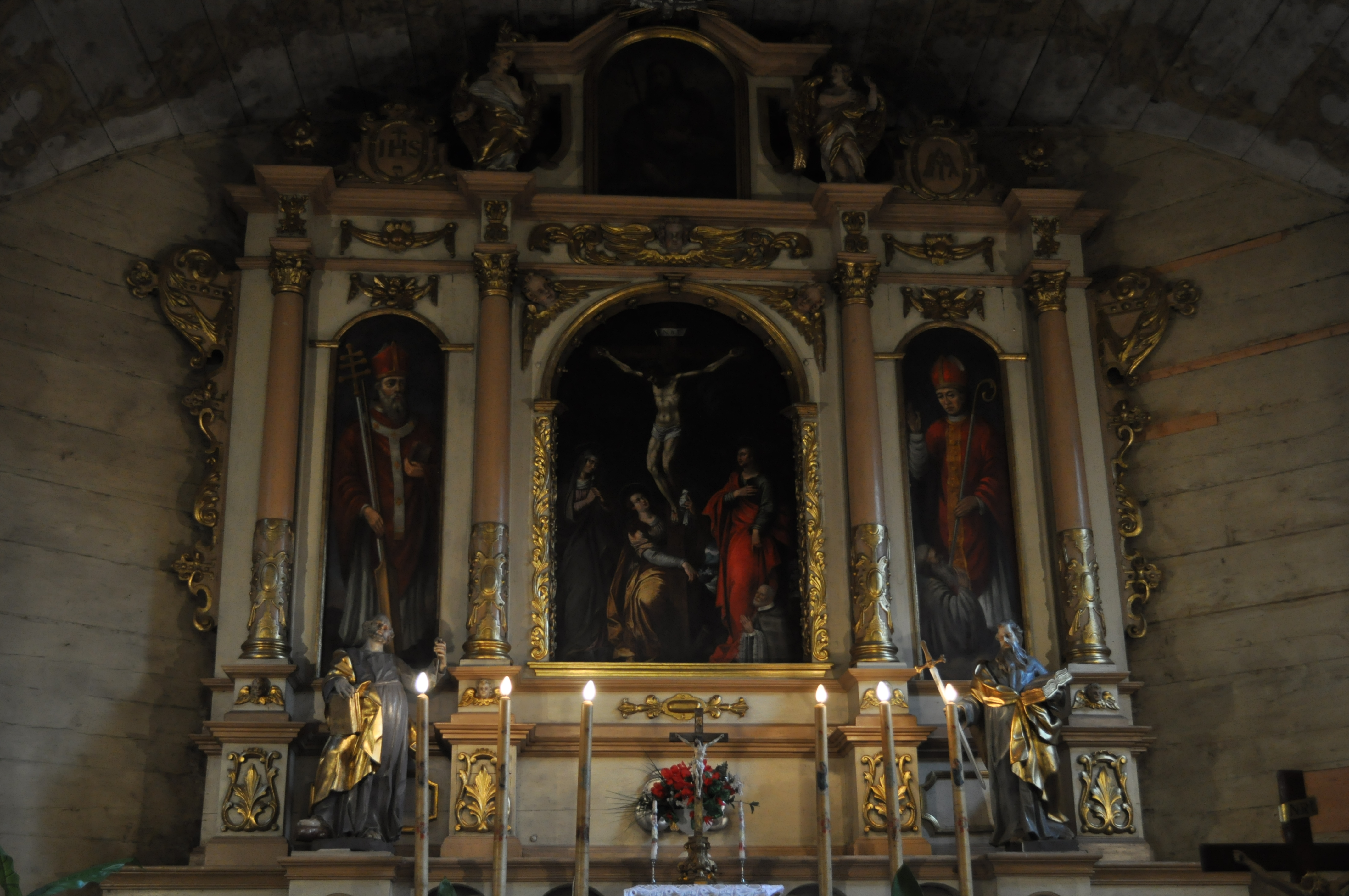
L'église en bois (intérieur).
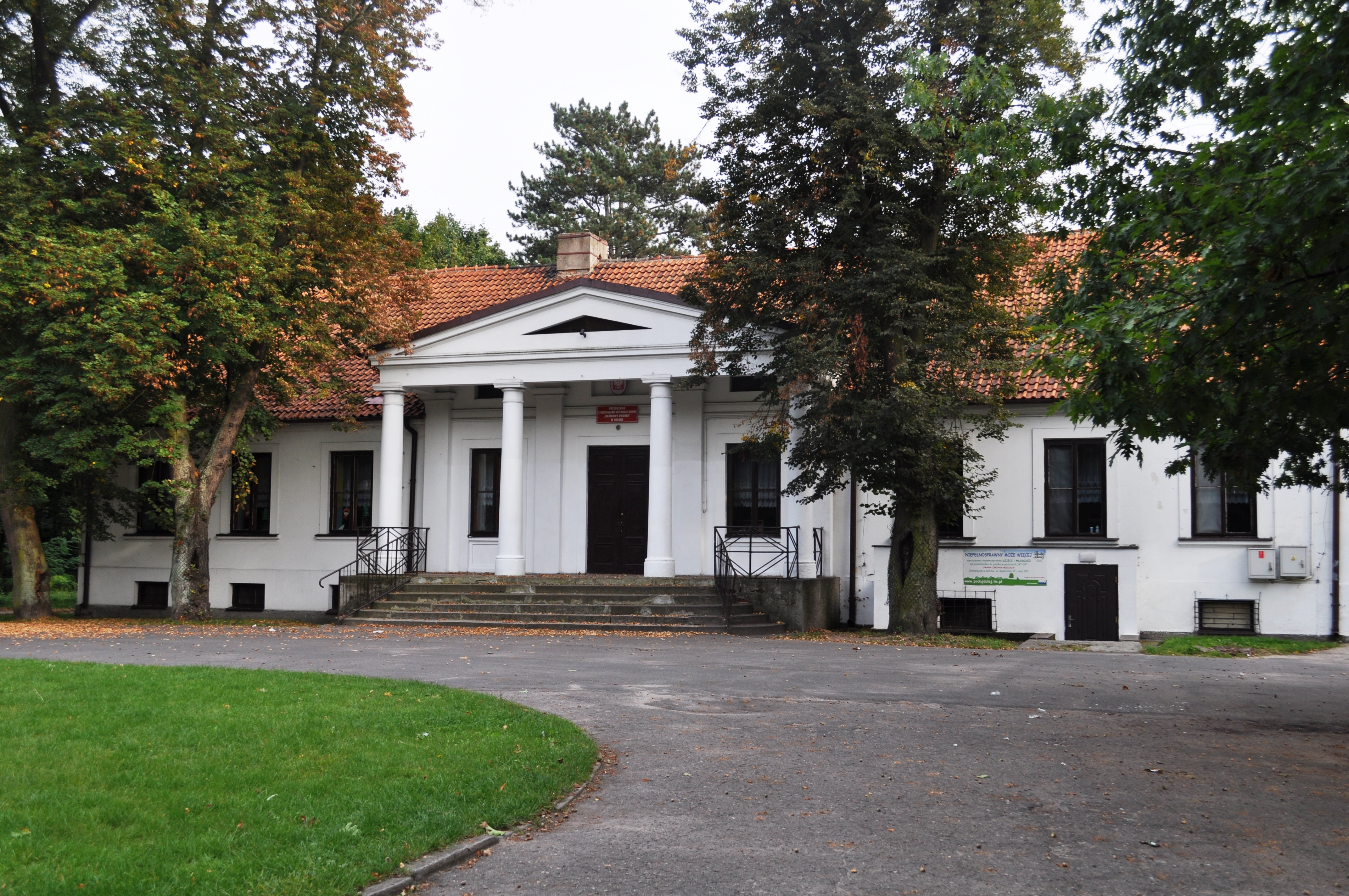
Le manoir.

## Voies de communication
Golina est traversée par la route nationale polonaise 92 (qui relie Rzepin à Kałuszyn), et par la route voïvodale 467 (qui relie Golina à Ciążeń).